# Honduras damlandslag i volleyboll
Honduras damlandslag i volleyboll representerar Honduras i volleyboll på damsidan. Laget deltog i nordamerikanska mästerskapet 1989 och centralamerikanska och karibiska spelen 1998.

### Fotnoter
1. 1 2 3 4 5 6 7 8 9 10 11 12 13 14 15 16 17 18  ”PALMARES CAMPEONATOS CENTROAMERICANOS MAYORES FEMENINOS” (på spanska). AFECAVOL. https://www.afecavol.org/media/933860/palmares-mayor-femenino.pdf. Läst 21 oktober 2023.
2. ↑  ”Women 1989 Volleyball NORCECA Championship 1989 San Juan (PUR) - 08-15.07 Winner Cuba” (på engelska). http://www.todor66.com/volleyball/Norceca/Women_1989.html. Läst 19 mars 2023.